# Opactwo Zwiastowania Najświętszej Maryi Pannie w Le Barroux
Opactwo Zwiastowania Najświętszej Maryi Pannie w Le Barroux – żeński klasztor benedyktyński sui iuris w Le Barroux, we Francji, ufundowany w 1986 roku. Słynie przede wszystkim ze śpiewu chorału gregoriańskiego. Sprawuje się tam liturgię w nadzwyczajnej formie rytu rzymskiego.

## Historia
Klasztor został założony w 1986 roku, choć sięga początkami roku 1979, kiedy uformowała się pierwsza wspólnota mniszek, pod przewodnictwem matki Élisabeth de La Londe.
W 1986 roku siostry rozpoczęły budowę opactwa, która trwała do 2005 roku, gdy konsekrowano kościół opacki.
W 1992 roku klasztor został podniesiony do rangi opactwa sui iuris (podległego bezpośrednio Stolicy Apostolskiej).
W 2001 roku klasztor nawiedził kardynał Joseph Ratzinger.

## Ksienie klasztoru
- Mère Élisabeth de La Londe (1992 – 2001)
- Mère Placide Devillers (od 2001)